# 三菱・パジェロエボリューション (市販車)
パジェロエボリューション (英語: PAJERO Evolution) は、三菱自動車がかつて生産していたSUVである。
1982年に発売されたパジェロは、1983年からダカールラリーへの参戦を開始した。競技用車両は1991年から市販車を離れ、パイプフレームの「パジェロ・プロトタイプ」に移行するが、1997年よりT3クラス (プロトタイプ) へのメーカー参戦が禁じられ、三菱はT2クラスの市販車改造パジェロに回帰することとなった。このT2クラスのベース車両として、2代目パジェロをベースに「パジェロエボリューション」を開発し、1997年9月に発表、10月に販売を開始した。

## メカニズム
メタルトップのショートボディをベースにし、シャシーの剛性を強化。曲げ剛性で44%、ねじり剛性で33%向上している。空力性能を意識しエアロバンパー、オーバーフェンダー、サイドエアダム、拡大したリアスポイラーを装備。また、ボンネットフードとスキッドプレートをアルミ製とし、軽量化を図っている。ラジエーターグリルの開口面積を拡大し、ボンネットフードにエアインテーク、オーバーフェンダーにエアアウトレットを設け、冷却性能も強化されている。
エンジンは新開発のMIVECを採用した6G74型エンジンを搭載。280 PS (210 kW)、35.5 kgf⋅m (348 N⋅m) を発揮する。駆動系はベースのパジェロ同様、スーパーセレクト4WDを採用。リヤデフにヘリカルLSDとビスカスLSDを組み合わせた「ハイブリッドLSD」を搭載する。
サスペンションはARMIE（、All Road Multi-link Independent suspention for Evolution）と名付けられた四輪独立懸架サスペンションを採用。フロントはダブルウィッシュボーン、リアはマルチリンク式ダブルウィッシュボーンとし、それぞれ240 mm、270 mmのストロークを確保している。あわせてトレッドも前後1,590 mm (前：+125 mm、後：+110 mm) に拡大。
ブレーキは前後ともベンチレーテッドディスクを採用し、制動力を強化。ABS制御にハンドル角センサーを追加し、旋回時やレーンチェンジ時の制動安定性の強化を図っている。

## モータースポーツ
| Rd | イベント                             | エントラント                           | ドライバー                   | コ・ドライバー     | 総合順位 |
| -- | ------------------------------------ | -------------------------------------- | ---------------------------- | ------------------ | -------- |
| 1  | 1998パリ～グラナダ～ダカールラリー   | 三菱石油ラリーアート                   | 篠塚建次郎                   | アンリ・マーニュ   | 2        |
| 1  | 1998パリ～グラナダ～ダカールラリー   | オフロードエクスプレス三菱ラリーアート | ジャン・ピエール・フォントネ | ジル・ピカール     | 1        |
| 1  | 1998パリ～グラナダ～ダカールラリー   | PIAA三菱ラリーアート                   | ブルーノ・サビー             | ドミニク・セリエス | 3        |
| 2  | イタリアン・バハ                     | PIAA三菱ディーラーチーム               | 篠塚建次郎                   | アンリ・マーニュ   | 2        |
| 3  | ラリーPOTIC2000チュニジア            | PIAA三菱ディーラーチーム               | 篠塚建次郎                   | アンリ・マーニュ   | 2        |
| 4  | サバーヌ・アトラスラリー             | PIAA三菱ディーラーチーム               | 篠塚建次郎                   | アンリ・マーニュ   | 2        |
| 5  | バハ・オブ・ポルトガル・テレセル1000 | PIAA三菱ディーラーチーム               | 篠塚建次郎                   | アンリ・マーニュ   | 11       |
| 8  | UAEデザートチャレンジ                | PIAA三菱ディーラーチーム               | 篠塚建次郎                   | アンリ・マーニュ   | 2        |

| Rd | イベント                           | エントラント                     | ドライバー                   | コ・ドライバー     | 総合順位 |
| -- | ---------------------------------- | -------------------------------- | ---------------------------- | ------------------ | -------- |
| 1  | 1999パリ～グラナダ～ダカールラリー | 三菱石油ラリーアート             | 篠塚建次郎                   | アンリ・マーニュ   | 4        |
| 1  | 1999パリ～グラナダ～ダカールラリー | PIAA三菱ラリーアート             | ジャン・ピエール・フォントネ | ジル・ピカール     | 9        |
| 1  | 1999パリ～グラナダ～ダカールラリー | MADG (MMC Auto Deutschland GmbH) | ユタ・クラインシュミット     | ティナ･ターナー    | 3        |
| 2  | イタリアン・バハ                   | PIAA三菱ラリーアート             | 篠塚建次郎                   | ジル・ピカール     | 1        |
| 2  | イタリアン・バハ                   | ?                                | ユタ・クラインシュミット     | ティナ･ターナー    | 4        |
| 3  | ラリーチュニジア                   | PIAA三菱ラリーアート             | 篠塚建次郎                   | ドミニク・セリエス | 2        |
| 3  | ラリーチュニジア                   | ?                                | ユタ・クラインシュミット     | ティナ･ターナー    | 4        |
| 4  | バハ・ポルトガル                   | PIAA三菱ラリーアート             | 篠塚建次郎                   | ドミニク・セリエス | リタイア |
| 7  | ポーラス・パンパス                 | PIAA三菱ラリーアート             | 篠塚建次郎                   | ドミニク・セリエス | 2        |

| エントラント         | ドライバー         | コ・ドライバー         | 総合順位 |
| -------------------- | ------------------ | ---------------------- | -------- |
| 日石三菱ラリーアート | 増岡浩             | アンドレアス・シュルツ | 6        |
| MMCE                 | ミゲール・プリエト | パスカル・メモン       | リタイア |